# Аделіла Бенкіран
Аделіла Бенкіран (араб. عبد الاله بن كيران; нар. 4 квітня 1954, Рабат) — марокканський політик ісламістської орієнтації, лідер найбільшої партії Справедливості і розвитку (ПСР), прем'єр-міністр Марокко 29 листопада 2011 – 17 березня 2017. 
Після перемоги партії на виборах 2011 року, ПСР разом з трьома партіями, що були у складі попередніх урядів утворили коаліцію, а Аделіла Бенкіран призначено прем'єр-міністром. 

## Політична кар'єра
В 1970-х рр Бенкіран був лівоісламістським політичним активістом.
Представляв Сале у парламенті Марокко з 14 листопада 1997.
 
У липні 2008 року був обраний лідером Партії справедливості та розвитку, замінивши на посаді Саадеддіна Отмані.

Політика Бенкірана була демократичною та ісламістською. 
В інтерв’ю 2011 року він сказав: «Якщо я потраплю до уряду, я не можу вказати дівчатам, довжину спідниці що вони мають носити, щоб прикривати ноги. Це не моя справа. Це неможливо, у будь-якому випадку, щоб хтось загрожував громадянським свободам у Марокко». 

Проте у минулому він описував секуляризм як «небезпечну концепцію для Марокко», а в 2010 році він безуспішно проводив кампанію, щоб заборонити виступ Елтона Джона у Рабаті , оскільки він «пропагував гомосексуальність».

## Прем'єр-міністр Марокко
Бенкіране обійняв посаду прем'єр-міністра 29 листопада 2011. 
Його уряд ставив перед собою мету середнього економічного зростання на рівні 5,5% на рік протягом свого чотирирічного мандату та мав на меті знизити рівень безробіття до 8% до кінця 2016 року з 9,1% на початку 2012 року.

Уряд Бенкірану також активно підтримував зв'язки Марокко з Європейським Союзом, його головним торговим партнером, а також із Радою співробітництва Перської затоки.
1 грудня 2016 року Бенкіран розкритикував сирійський уряд Башара Асада за його дії під час громадянської війни в Сирії: «Те, що сирійський режим, підтримуваний Росією, робить із сирійським народом, перевищує всі гуманітарні межі». 

Партія справедливості та розвитку зберегла більшість місць на загальних виборах у Марокко 2016. 
Проте Бенкіран не зміг сформувати діючий уряд через триваючі політичні переговори. 15 березня 2017 року, після п’яти місяців післявиборної тупикової ситуації, король Мохаммед VI усунув Бенкіране з посади прем’єр-міністра і заявив, що обере іншого прем'єра з Партії справедливості та розвитку.

17 березня 2017 року король назначив Саадеддіна Отмані замість Бенкірана на посаду прем'єр-міністра.

## Після прем'єрства
12 квітня 2017

Абделіла Бенкіране відмовився від мандату дупутата марокканського парламенту. 
Проте багато ЗМІ звинувачували його в тому, що він виграв час, щоб не викрити свою позицію щодо новопризначеного голови уряду Саадеддіна Отмані.
30 жовтня 2021 року Бенкіране був обраний генеральним секретарем ПСР після відставки Саадеддіна Отмані після програшу його партії на загальних виборах у Марокко 2021